# Чингин, Виктор Иванович
Виктор Иванович Чингин (род. 1952, СССР) — советский самбист, чемпион и призёр чемпионатов СССР, чемпион Европы и мира, Заслуженный мастер спорта СССР. Выступал во второй средней весовой категории (до 90 кг). Тренировался под руководством Александра Чернигина. Выпускник Ленинградского пожарного училища и торгового института.

## Спортивные достижения
- Чемпионат СССР по самбо 1977 года — ;
- Абсолютный чемпионат СССР по самбо 1978 года — ;
- Чемпионат СССР по самбо 1980 года — ;
- Чемпионат СССР по самбо 1981 года — ;
- Самбо на летней Спартакиаде народов СССР 1983 года — ;
- Чемпионат СССР по самбо 1984 года — ;
- Чемпионат СССР по самбо 1985 года — ;
- Чемпионат СССР по самбо 1986 года — ;